# ديربي ميت عقبة
ديربي ميت عقبة، هي المباراة التي كانت تجمع الناديين الجارين نادي الزمالك ونادي الترسانة في منطقة ميت عقبة بالجيزة، كانت المباراة من أهم مباريات الدوري المصري الممتاز فترة الستينيات والسبعينات من القرن العشرين، إلا أنها فقدت قيمتها تدريجياً بعد ابتعاد فريق نادي الترسانة عن مستواه الجيد وهبوطه أكثر من مرة لدوري القسم الثاني.
| أسم المنافسة          | لعب | فوز الزمالك | فوز الترسانة | تعادل الفريقين | أهداف الزمالك | أهداف الترسانة |
| --------------------- | --- | ----------- | ------------ | -------------- | ------------- | -------------- |
| الدوري المصري الممتاز | 91  | 61          | 19           | 11             | 167           | 65             |
| كأس مصر لكرة القدم    | 16  | 8           | 2            | 6              | 23            | 15             |
| كأس السلطان           | 2   | 0           | 0            | 2              | 0             | 2              |
| دوري 6 أكتوبر         | 2   | 1           | 0            | 1              | 2             | 2              |
| الإجمالي              | 111 | 70          | 21           | 20             | 192           | 84             |